# Dolenji Podboršt
Dolenji Podboršt – wieś w Słowenii, w gminie Mirna Peč. W 2018 roku liczyła 31 mieszkańców.